# August Bostroem
August Bostroem (* 17. Juli 1886 in Gießen; † 3. Februar 1944 in Straßburg) war ein deutscher Neurologe und Psychiater an vier Universitäten.

## Leben
Bostroem entstammte einer Familie von Deutschbalten. Sein Vater war der Pathologe Eugen Bostroem. 1904 begann er an der Albert-Ludwigs-Universität Freiburg Medizin zu studieren. 1905 wurde er im Corps Hasso-Borussia Freiburg aktiv. Als Inaktiver wechselte er an die Hessische Ludwigs-Universität, an der er 1909 das Staatsexamen bestand und 1910 zum Dr. med. promoviert wurde. Von 1914 bis 1917 nahm er am Ersten Weltkrieg teil. Um diese Zeit gastierte er an der Universität Gießen, der Universität Hamburg und der Universität Rostock. Als Oberarzt der Psychiatrischen Universitätsklinik Leipzig habilitierte er sich 1922 für Psychiatrie und Neurologie. 1924 ging er an die Ludwig-Maximilians-Universität München, die ihn 1926 zum planmäßigen a.o. Professor ernannte. Die Albertus-Universität Königsberg berief ihn 1932 auf den Lehrstuhl für Neurologie und Psychiatrie. 1939 wechselte er als o. Professor an die Universität Leipzig. 1942 ging er schließlich an die Reichsuniversität Straßburg. Er starb mit 58 Jahren im Amt und hinterließ seine Frau Gerda geb. Huisken und seine Tochter Annemarie Bostroem.
Bostroem war Mitglied des NS-Lehrerbunds, er beantragte am 8. Juni 1937 die Aufnahme in die NSDAP und wurde rückwirkend zum 1. Mai desselben Jahres aufgenommen (Mitgliedsnummer 4.860.882). Im Zweiten Weltkrieg war er beratender Militärpsychiater im Wehrkreis V (Straßburg), zuletzt im Rang eines Oberfeldarztes. Karsten Jaspersen, Chefarzt der psychiatrisch-neurologischen Abteilung der Bodelschwinghschen Anstalten Bethel in Bielefeld, suchte u. a. bei Bostroem um Unterstützung gegen die Durchführung der Aktion T4 nach. Bostroem antwortete Jaspersen am 8. August 1940 schriftlich folgendermaßen: „Über eine Euthanasie bei unheilbaren, sich nur quälenden Kranken läßt sich ja reden; aber das kann man nicht nach Fragebogenlektüre bestimmen“.
Mit Bostroem verbundene Kollegen waren Kurt Beringer, sein Nachfolger Werner Wagner und Johannes Lange. Sein wichtigster Lehrer war Oswald Bumke.

## Werke
- Lehrbuch der Geisteskrankheiten, Berlin 1930.
- Über das Gesetz zur Verhütung erbkranken Nachwuchses vom Standpunkt des Psychiaters, 1934.
- mit Johannes Lange: Kurzgefaßtes Lehrbuch der Psychiatrie, Leipzig 1935, 6. Auflage, Thieme 1946 (mit Werner Wagner)

## Ehrungen
- Mitglied der  Deutschen Akademie der Naturforscher Leopoldina (1943)